# William Templeman

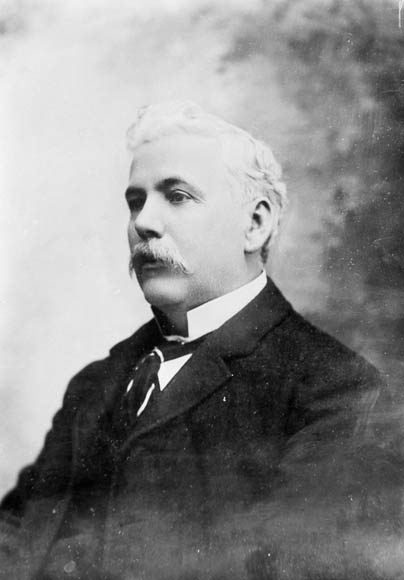
William Templeman

William Templeman PC (* 28. September 1842 in Pakenham, Canada West, heute Ontario; † 15. Dezember 1914) war ein kanadischer Herausgeber und Politiker der Liberalen Partei Kanadas, der als Abgeordneter des Unterhauses und Senator mehr als 13 Jahre lang Mitglied des Parlaments sowie Minister im 8. kanadischen Kabinett von Premierminister Wilfrid Laurier war. 

## Leben
Templeman war als Journalist tätig und wurde später Besitzer der in Victoria erscheinenden Tageszeitung Times-Colonist, die er bis zu seinem Tod 1914 herausgab.
Er kandidierte für die Liberale Partei bei der Wahl vom 5. März 1891 und 23. Juni 1896 sowie einer dazwischen liegenden Nachwahl am 6. Januar 1896 jeweils ohne Erfolg in dem in British Columbia gelegenen Wahlkreis Victoria für ein Mandat im Unterhaus.
Am 18. November 1897 wurde Templeman auf Vorschlag von Premierminister Wilfrid Laurier zum Senator ernannt und vertrat dort für die Liberalen bis zum 16. Februar 1906 die in British Columbia gelegene Senatsdivision New Westminster.
Am 25. Februar 1902 berief ihn Premierminister Laurier zum Minister ohne Geschäftsbereich in das 8. kanadische Kabinett und bekleidete diese Funktion, bis er im Rahmen einer Regierungsumbildung am 6. Februar 1906 zum Minister für Inlandsteuern wurde. Dieses Ministeramt behielt er bis zum Ende von Lauriers Amtszeit am 6. Oktober 1911.
Nach dem Verzicht auf sein Senatsmandat wurde er bei einer Nachwahl im Wahlkreis Victoria City am 6. März 1906 zum Unterhausmitglied gewählt, verlor das Mandat aber bereits wieder bei der Unterhauswahl am 26. Oktober 1908.
Templeman, der vom 3. Mai 1907 bis zum 6. Oktober 1911 auch Bergbauminister im 8. kanadischen Kabinett Lauriers war, wurde am 8. Februar 1908 bei einer Nachwahl bei dem in British Columbia gelegenen Wahlkreis Comox-Atlin wieder zum Mitglied des Unterhauses gewählt. Bei der darauf folgenden Unterhauswahl am 21. September 1911 bewarb er sich wieder im Wahlkreis Victoria City für einen Sitz im Unterhaus, litt aber eine Niederlage und schied somit nach mehr als 13 Jahren aus dem Unterhaus aus.